# Егберт I
Егберт I (нім. Ekbert I; 1025 — 11 січня 1068) — граф Брауншвейгу, Дерлінгау і маркграф Фрісландії з 1038 року, маркграф Мейсена з 1067 року, другий син Людольфа, графа Брауншвейгу.

## Біографія
Після загибелі батька у 1038 році Екберт разом зі старшим братом Бруно успадкував його володіння. Точно не відомо, як вони були розділені між братами. До їх складу входили володіння в Саксонії навколо Брауншвейгу, та деякі володіння в Середній Фрісландії.
Також до складу володінь Екберта спочатку входив ряд земель Гільдесхайм і Гальберштадт, проте в 1051 року імператор Генріх II, дядько Екберта, передав усі володіння Екберта в Хільдесхайм під управління єпископа. У 1057 році деякі володіння Екберта у Фрисландії були підпорядковані Адальберту, архієпископу Гамбурга і Бремена.
Після загибелі в 1056 році маркграфа Північної марки Вільгельма імператриця Агнеса де Пуатьє, вдова недавно померлого імператора Генріха III, яка стала регентом від імені свого малолітнього сина Генріха IV, віддала Північну марку, а також деякі володіння родині Гальденслебен, графу Штаде Лотару Удо I, що викликало незадоволення Оттона, зведеного брата Вільгельма. Розгорівся серйозний конфлікт. Оттона підтримали багато саксонських графів. Для розбору конфлікту в червні 1057 року імператриця запросила Оттона у супроводі прихильників і васалів у Марієнбург. Однак, дорогою Оттон зіткнувся з Екбертом і його братом Бруно. Вони були ворогами Оттона і напали на нього. За повідомленням Ламперта Герсфельдского, Бруно зійшовся у двобої з Оттоном, і вони завдали один одному смертельні рани. Екберт, незважаючи на тяжку рану, зміг змусити прихильників Оттона до втечі.
У 1062 році Екберт взяв участь у перевороті, скоєному архієпископом Кельна Анно II і герцогом Баварії Оттоном Нортгеймським. Незадоволені політикою імператриці Агнеси, вони викрали на кораблі малолітнього короля Генріха IV з-під опіки матері. При цьому під час плавання на кораблі Рейном Генріх спробував утекти й стрибнув у річку, але ледь не потонув. Урятував його від смерті Екберт, стрибнувши за ним.
У 1063 році Екберт брав участь у озброєній суперечці між єпископом Гільдесхайма і абатом Фульда в Госларі. Єпископ Хецело в різдво посварився з абатом Відерадом, але стараннями герцога Баварії Оттона Нордгеймского їх розняли. Однак Хецело не забув образи і підмовив Екберта допомогти йому. Під час святкування Трійці в церкві святого Симона Хецело відновив сварку, а потім Екберт, заздалегідь захований зі збройним загоном під вівтарем, напав на людей абата Відерада. Битва тривала до ночі. Але Екберт, який користувався розташуванням свого двоюрідного брата Генріха IV, зміг уникнути покарання, призвідником було названо абата Відерада.
У січні 1066 року Екберт брав участь у рейхстазі в Трібурі, на якому архієпископа Адальберта Бременського було зміщено з посади радника Генріха IV. Екберт витягнув з падіння архієпископа для себе користь, знову отримавши Фрисландскі володіння, відібрані у нього 1057 році.
На початку 1067 року помер Оттон I, граф Веймара і Орламюнде, а також маркграф Мейсена. Він залишив тільки дочок. Графства Веймар і Орламюнде в результаті успадкував його родич, маркграф Істрії Ульріх I, а Мейсенську марку Генріх IV передав Екберту. Вперше як маркграф Мейсена Екберт згаданий в акті, датованому 5 березня 1067 року.
Для того, щоб зміцнити своє становище в Мейсені, Екберт вирішив розвестися зі своєю дружиною і одружитися з вдовою Оттона I Веймарського. Однак цим планам завадила смерть Екберта від хвороби, яка перебігала з гарячкою, 11 січня 1068 року. Успадковував його трон малолітній син Егберт II Молодший.